# چاه میر بیک
چاه میر بیک روستایی در دهستان دومک بخش نصرت‌آباد شهرستان زاهدان استان سیستان و بلوچستان ایران است.

## جمعیت
بر پایه سرشماری عمومی نفوس و مسکن در سال ۱۳۹۵ جمعیت این روستا ۳۰ نفر (۶خانوار) بوده‌است.